# FA Cup (Sierra Leone)

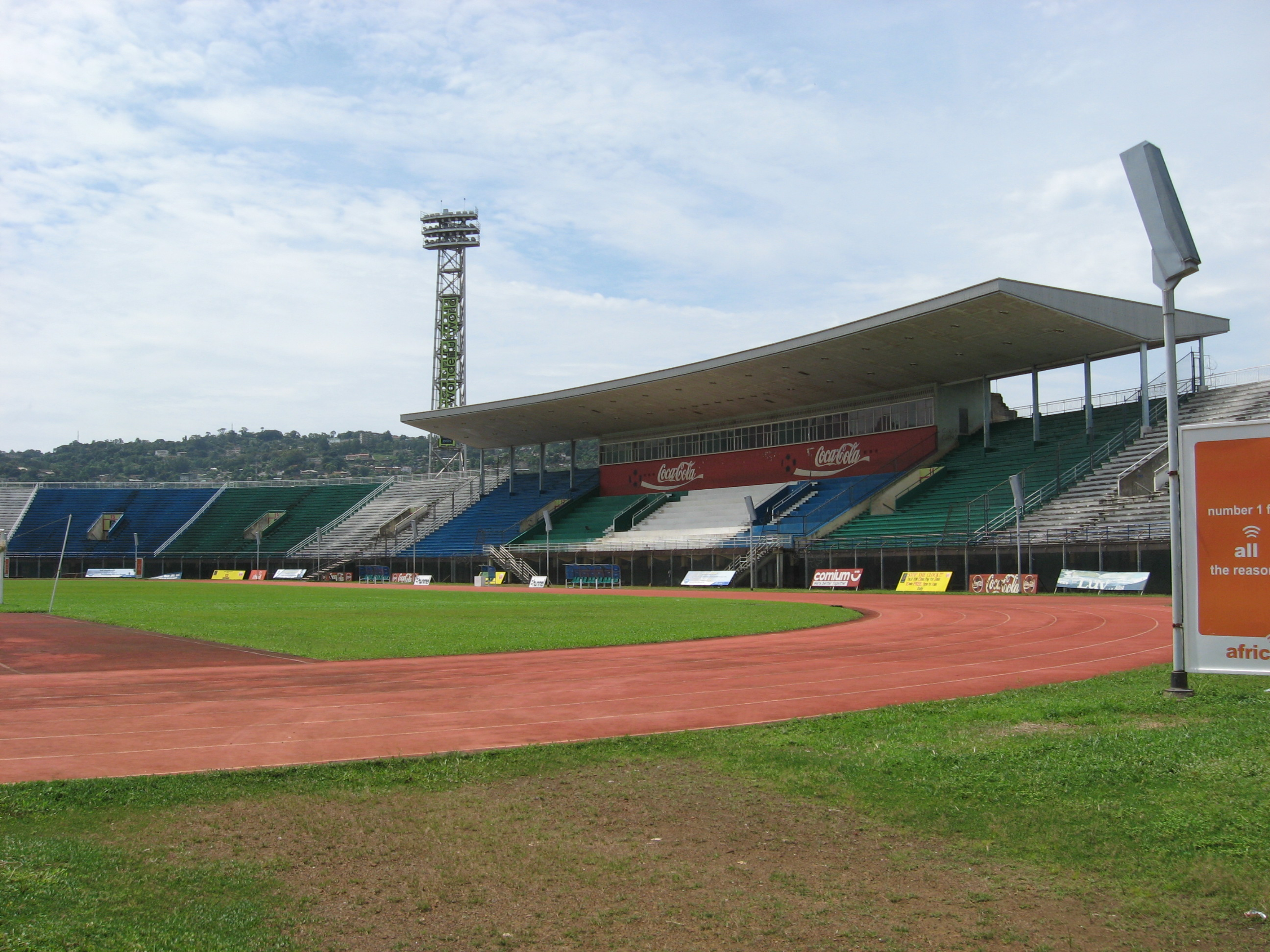
Nationalstadion in Freetown, Austragungsort fast aller Finals

Der FA-Cup, auch Sierra Leone FA Cup, in Langform Sierra Leone Football Association Cup, ist der Pokalwettbewerb für sierra-leonische Fußballmannschaften. Er wird seit 1962 als nationaler Wettbewerb von der Sierra Leone Football Association (SLFA) veranstaltet.
Die siegreiche Mannschaft erhält als Wanderpokal die FA Cup Trophy sowie Goldmedaillen, für den Finalisten gibt es Silbermedaillen.

## Geschichte
Vorgänger des Pokalwettbewerbes für Vereinsmannschaften in Sierra Leone war seit 1936 ein jährliches Spiel zwischen einer Auswahl des Kolonie Sierra Leones und dem Protektorat Sierra Leones. Von 1939 bis 1954 wurde um den Sir Douglas Jardine Cup gespielt. Der Wettbewerb wurde 1995 durch den Regional Cup ersetzt, bei dem es sich um einen Wettbewerb von Provinzauswahlen handelte.
In der Western Area, der ehemaligen Kronkolonie, wurden zunächst von 1925 bis 1967 unter dem Dach der SLFA und danach durch die Western Area Football Association (WAFA) bis 1969 Pokalwettbewerbe organisiert. Von 1949 bis 1976 war dies der Association Cup, von 1949 bis 1954 zusätzlich der Beresford-Stooke Cup (nach dem ehemaligen Gouverneur George Beresford-Stooke), von 1945 bis 1995 der Stevenson’s Cup, der ab 1956 bis 1969 den Namen Chellaram Cup trug.

## Modus
Stand 2013/14
Spielberechtigt sind alle ordnungsgemäß registrierten Mannschaften der Premier League sowie der First League und Second League. Gespielt wird in vier Vorrunden, gefolgt von Viertel- sowie Halbfinalen und einem Endspiel. Mit Ausnahme des Endspiels werden alle Begegnungen als Hin- und Rückspiel ausgetragen.

## Sieger nach Jahr
| Jahr | Austragungsort                              | Finale                  | Finale                 | Finale              |           |
| Jahr | Austragungsort                              | Sieger                  | Ergebnis               | 2. Platz            |           |
| ---- | ------------------------------------------- | ----------------------- | ---------------------- | ------------------- | --------- |
| 1962 |                                             | Kenema (1)              | ?:?                    | Port Loko           |           |
| 1964 | Freetown                                    | East End Lions (1)      | 4:0                    | Port Loko           |           |
| 1965 |                                             | Mighty Blackpool FC (1) | 4:0                    | Kenema              |           |
| 1966 | Freetown                                    | Old Edwardians FC (1)   | 1:0                    | Kenema              |           |
| 1967 | Freetown                                    | Mighty Blackpool FC (2) | 2:1                    | Bo                  |           |
| 1968 | Freetown                                    | Mighty Blackpool FC (3) | 5:1                    | Moscovites FC       |           |
| 1969 | Freetown                                    | Bo (1)                  | 2:0                    | Mighty Blackpool FC |           |
| 1970 | Freetown                                    | Mighty Blackpool FC (4) | 1:1                    | Bombali             |           |
| 1971 | Freetown                                    | Port Loko (1)           | ?:?                    | Kono                |           |
| 1972 | Freetown                                    | Kono (1)                | 3:1 i. E. (1:1)        | Old Edwardians FC   |           |
| 1976 | unbekannt                                   | unbekannt               | unbekannt              | unbekannt           |           |
| 1974 |                                             | Ports Authority (1)     | unbekannt              | unbekannt           |           |
| 1975 | Freetown                                    | East End Lions (2)      | 3:0                    | Bombali             |           |
| 1976 | unbekannt                                   | unbekannt               | unbekannt              | unbekannt           |           |
| 1977 | nicht beendet                               | nicht beendet           | nicht beendet          | nicht beendet       |           |
| 1978 | Freetown                                    | Port Loko (2)           | Port Loko zugesprochen | Mighty Blackpool FC |           |
| 1979 | unbekannt                                   | unbekannt               | unbekannt              | unbekannt           |           |
| 1980 | Freetown                                    | Bombali (1)             | unbekannt              | unbekannt           | unbekannt |
| 1981 | Freetown                                    | Real Republicans FC (1) | unbekannt              | Bombali             |           |
| 1982 | unbekannt                                   | unbekannt               | unbekannt              | unbekannt           |           |
| 1983 | nicht ausgetragen                           | nicht ausgetragen       | nicht ausgetragen      | nicht ausgetragen   |           |
| 1984 | unbekannt                                   | unbekannt               | unbekannt              | unbekannt           |           |
| 1985 | Freetown                                    | Kamboi Eagles (1)       | 2:1                    | Real Republicans FC |           |
| 1986 | Freetown                                    | Real Republicans FC (2) | unbekannt              | unbekannt           | unbekannt |
| 1987 | unbekannt                                   | unbekannt               | unbekannt              | unbekannt           |           |
| 1988 |                                             | Mighty Blackpool FC (4) | unbekannt              | unbekannt           | unbekannt |
| 1989 |                                             | East End Lions (3)      | 1:0                    | Real Republicans FC |           |
| 1990 |                                             | Ports Authority (2)     | 1:0 n. V.              | East End Lions      |           |
| 1991 |                                             | Ports Authority (3)     | unbekannt              | Old Edwardians FC   |           |
| 1992 |                                             | Diamond Stars FC (1)    | unbekannt              | unbekannt           | unbekannt |
| 1993 | unbekannt                                   | unbekannt               | unbekannt              | unbekannt           |           |
| 1994 |                                             | Mighty Blackpool FC (5) | unbekannt              | unbekannt           | unbekannt |
| 1995 | nicht ausgetragen                           | nicht ausgetragen       | nicht ausgetragen      | nicht ausgetragen   |           |
| 1996 | nicht ausgetragen                           | nicht ausgetragen       | nicht ausgetragen      | nicht ausgetragen   |           |
| 1997 | nicht ausgetragen                           | nicht ausgetragen       | nicht ausgetragen      | nicht ausgetragen   |           |
| 1998 | nicht ausgetragen                           | nicht ausgetragen       | nicht ausgetragen      | nicht ausgetragen   |           |
| 1999 | nicht ausgetragen                           | nicht ausgetragen       | nicht ausgetragen      | nicht ausgetragen   |           |
| 2000 |                                             | Mighty Blackpool FC (6) | unbekannt              | unbekannt           | unbekannt |
| 2001 |                                             | Old Edwardians FC (2)   | unbekannt              | unbekannt           | unbekannt |
| 2002 | nicht ausgetragen                           | nicht ausgetragen       | nicht ausgetragen      | nicht ausgetragen   |           |
| 2003 | unbekannt                                   | unbekannt               | unbekannt              | unbekannt           |           |
| 2004 | unbekannt                                   | unbekannt               | unbekannt              | unbekannt           |           |
| 2005 | unbekannt                                   | unbekannt               | unbekannt              | unbekannt           |           |
| 2006 |                                             | Kallon FC (1)           | unbekannt              | unbekannt           | unbekannt |
| 2007 | nicht ausgetragen                           | nicht ausgetragen       | nicht ausgetragen      | nicht ausgetragen   |           |
| 2008 | nicht ausgetragen                           | nicht ausgetragen       | nicht ausgetragen      | nicht ausgetragen   |           |
| 2009 | nicht ausgetragen                           | nicht ausgetragen       | nicht ausgetragen      | nicht ausgetragen   |           |
| 2010 | nicht ausgetragen                           | nicht ausgetragen       | nicht ausgetragen      | nicht ausgetragen   |           |
| 2011 | nicht ausgetragen                           | nicht ausgetragen       | nicht ausgetragen      | nicht ausgetragen   |           |
| 2012 | nicht ausgetragen                           | nicht ausgetragen       | nicht ausgetragen      | nicht ausgetragen   |           |
| 2013 | nicht ausgetragen                           | nicht ausgetragen       | nicht ausgetragen      | nicht ausgetragen   |           |
| 2014 |                                             | Kamboi Eagles (2)       | 3:2 n. V.              | East End Lions      |           |
| 2015 | nicht ausgetragen                           | nicht ausgetragen       | nicht ausgetragen      | nicht ausgetragen   |           |
| 2016 |                                             | FC Johansen (1)         | 1:0                    | RSLAF FC            |           |
| 2017 | nicht ausgetragen                           | nicht ausgetragen       | nicht ausgetragen      | nicht ausgetragen   |           |
| 2018 | nicht ausgetragen                           | nicht ausgetragen       | nicht ausgetragen      | nicht ausgetragen   |           |
| 2019 | nicht ausgetragen                           | nicht ausgetragen       | nicht ausgetragen      | nicht ausgetragen   |           |
| 2020 | nicht ausgetragen                           | nicht ausgetragen       | nicht ausgetragen      | nicht ausgetragen   |           |
| 2021 | nicht ausgetragen                           | nicht ausgetragen       | nicht ausgetragen      | nicht ausgetragen   |           |
| 2022 | nicht ausgetragen                           | nicht ausgetragen       | nicht ausgetragen      | nicht ausgetragen   |           |
| 2023 | nicht ausgetragen                           | nicht ausgetragen       | nicht ausgetragen      | nicht ausgetragen   |           |
| 2024 | Das Finale am 4. Mai 2024 wurde abgebrochen |                         |                        |                     |           |

Anmerkungen:
 1962 bis 1981: Als Provinzausscheidung ausgetragen; danach Halbfinale der vier Provinzsieger und Finale. Vereinsmannschaften stellte nur die Western Area, während in den anderen Provinzen Auswahlmannschaft für jeden Distrikt vertreten waren.

### Rangliste
Nur Vereine mit mehr als einem Titel sind nachstehend aufgelistet.
| Rang | Verein                       | Siege | Jahr(e)                            |
| ---- | ---------------------------- | ----- | ---------------------------------- |
| 1    | Mighty Blackpool FC          | 6     | 1965, 1967, 1968, 1988, 1994, 2000 |
| 2    | Kamboi Eagles (inkl. Kenema) | 3     | 1962, 1985, 2014                   |
| 2    | East End Lions               | 3     | 1964, 1975, 1989                   |
| 2    | Ports Authority              | 3     | 1974, 1990, 1991                   |
| 5    | Old Edwardians FC            | 2     | 1966, 2001                         |
| 5    | Port Loko                    | 2     | 1971, 1978                         |
| 5    | Real Republicans FC          | 2     | 1981, 1986                         |